# Antoine Doinel
Antoine Doinel je filmová postava objevující se v několika filmech režiséra F. Truffauta. V autobiografických filmech Nikdo mne nemá rád, Antoine a Colette, Ukradené polibky, Rodinný krb a Láska na útěku hráli v hlavních rolích Jean-Pierre Léaud (Antoine Doinel) a Claude Jade (Christine Darbon-Doinel).